# Drobeta exscendens
Drobeta exscendens là một loài bướm đêm trong họ Noctuidae.